# Korunovační katedrála (Alba Iulia)
Korunovační katedrála (rumunsky Catedrala Încoronării) je chrám Rumunské pravoslavné církve v rumunském městě Alba Iulia v Sedmihradsku. Chrám se stal symbolem sjednocení země v roce 1918, když se stalo Sedmihradsko součástí Rumunského království.

## Dějiny
Alba Iulia se stala v minulosti důležitým duchovním centrem rumunského Sedmihradska. Sídlí zde i římskokatolické biskupství a je zde i římskokatolická katedrála. V roce 1918 zde bylo slavnostně prohlášeno spojení Sedmihradska s Rumunskem a vytvoření státu Velké Rumunsko (Romania Mare). Pravoslavná katedrála byla vybudována v letech 1921 až 1922 jako duchovní symbol tohoto sjednocení. Dne 15. října 1922 se zde uskutečnila slavnostní korunovace rumunského krále Ferdinanda I. (prvního panovníka sjednoceného Rumunska) a jeho manželky, královny Marie.
1. prosince 1948 se v chrámu uskutečnil akt sjednocení rumunských řeckých katolíků s Rumunskou pravoslavnou církví. Část řeckých katolíků unii podepsala, část zůstala v ilegalitě. Rumunská řeckokatolická církev byla postavena mimo zákon.

## Architektura
Katedrála je postavena v tradičním byzantském architektonickém stylu s výraznými prvky rumunské architektury z Valašska a Moldavska. Katedrála má tvar řeckého kříže a její půdorys připomíná půdorys historického chrámu Rumunské pravoslavné církve v Târgovişte. Chrám zdobí tři věže, z nichž nejvyšší dosahuje výšky 40 metrů.
Portál je vyzdoben tradičními rumunskými náboženskými motivy a nad nimi jsou ikony svatých archandělů - Michaela a Gabriela. Na verandě chrámu jsou umístěny mramorové tabule, které připomínají významné události z dějin rumunské pravoslavné církve a rumunského národa.

## Galerie

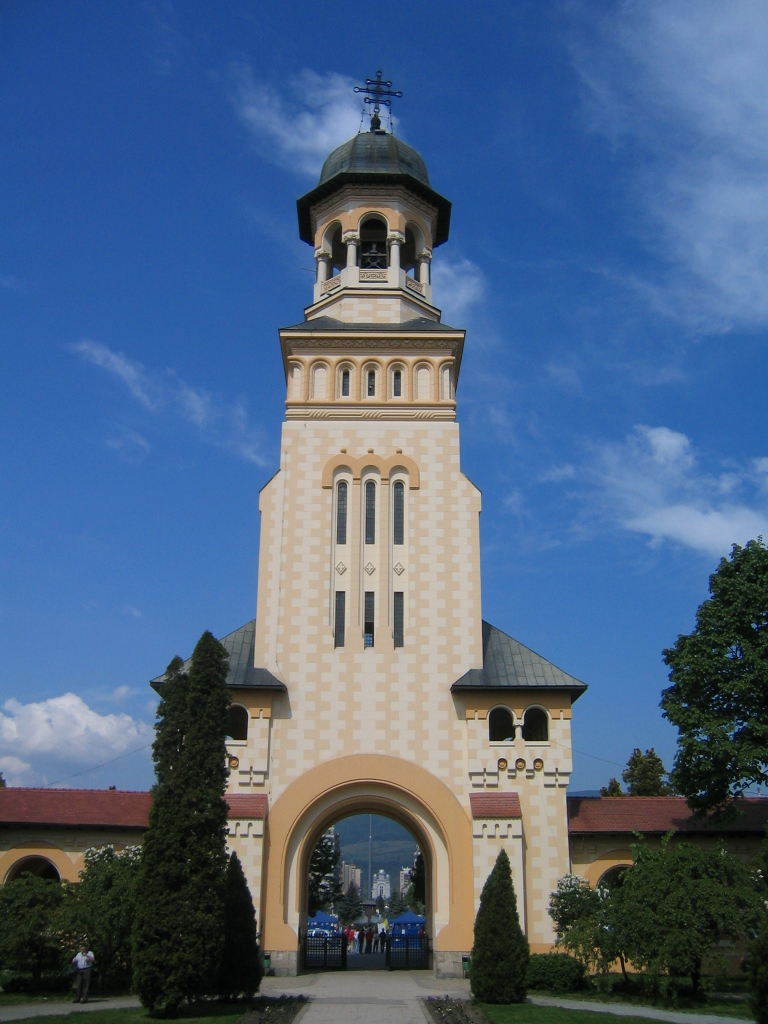
Zvonice
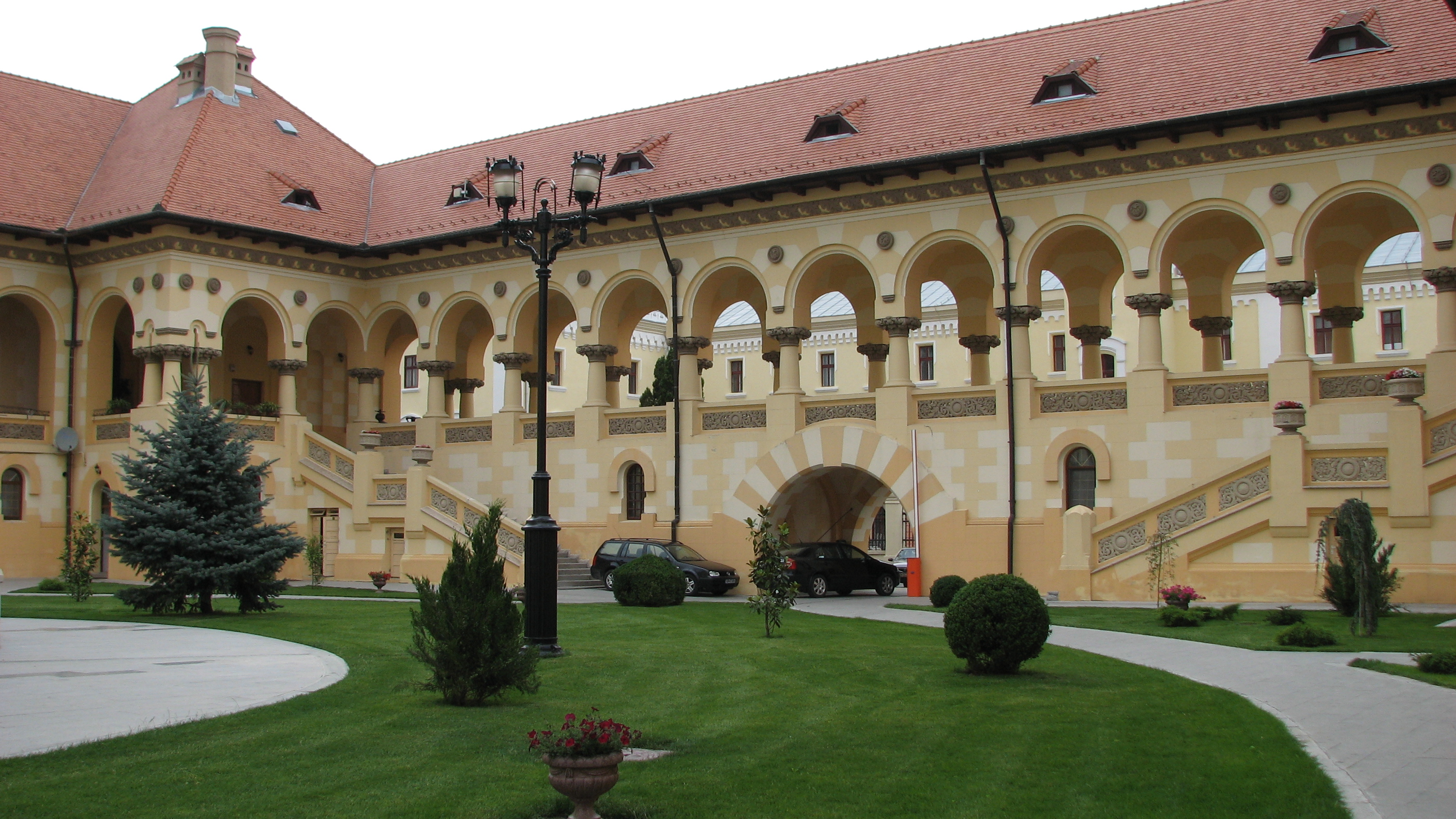
Pavilon a galerie
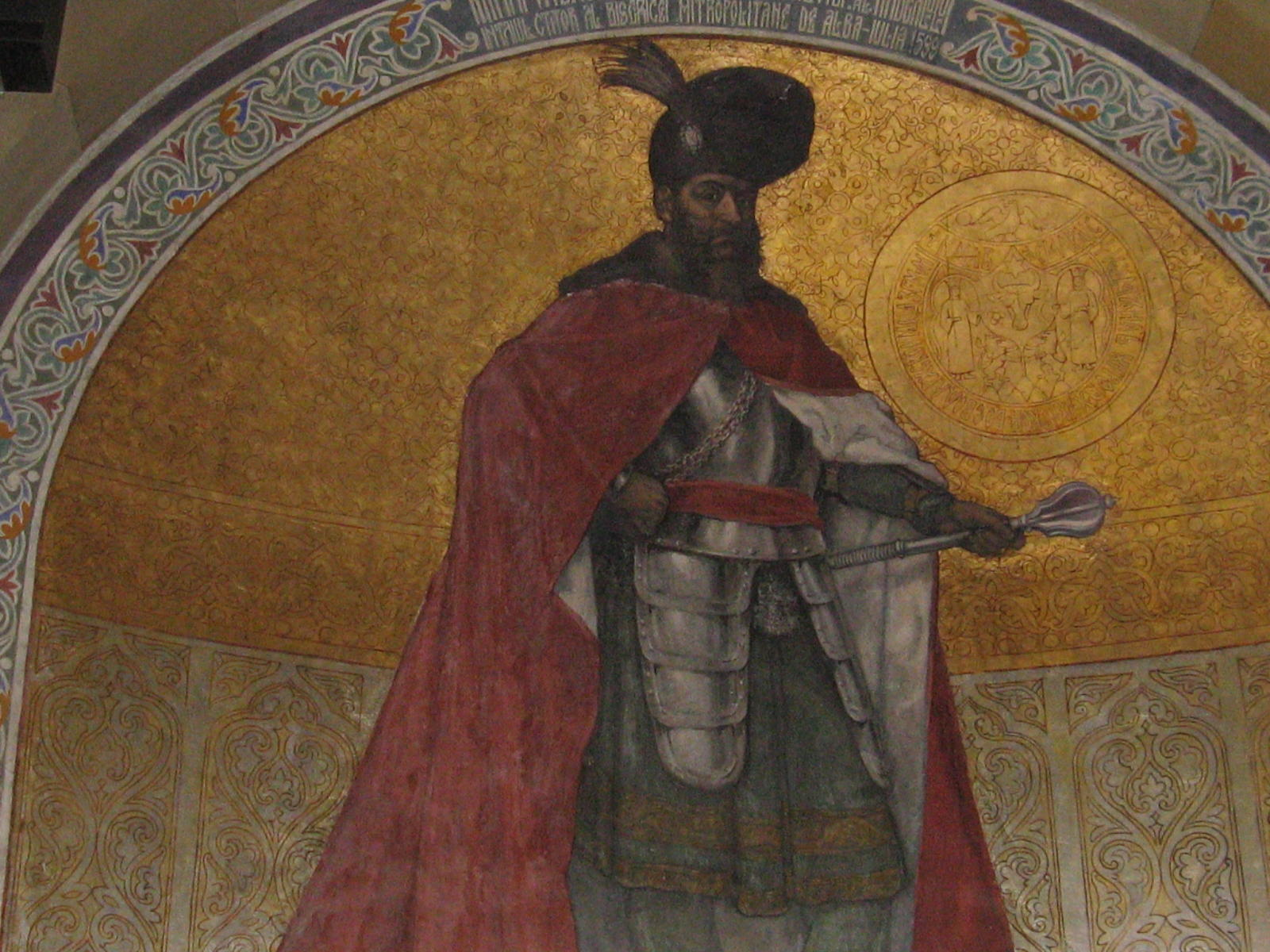
Mozaiky chrámu
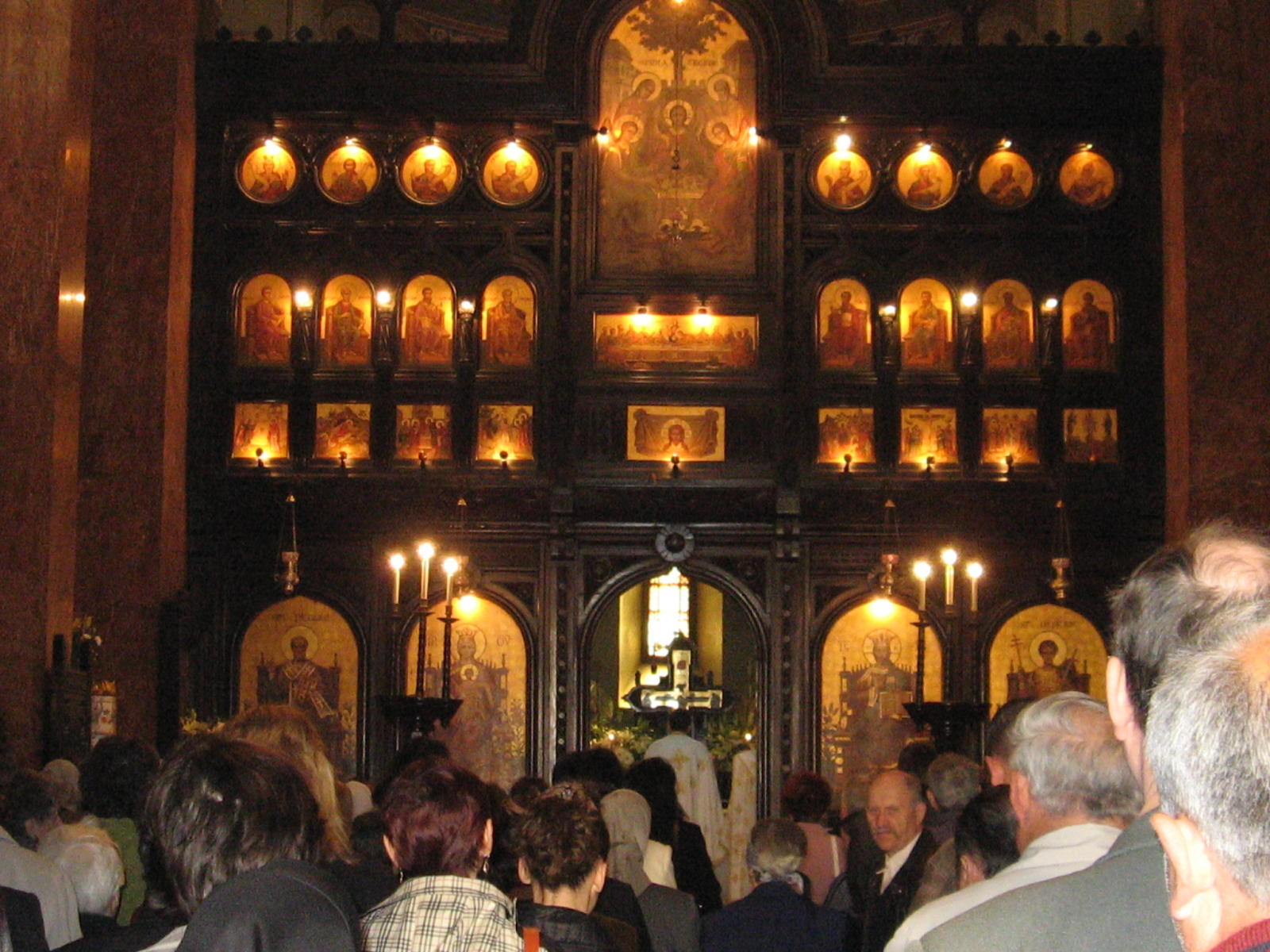
Ikonostas